# چشم‌گربه‌ای تیره
چشم‌گربه‌ای تیره (نام علمی: Zipaetis scylax) نام یک گونه از تیره فرچه‌پایان است. آسام، سیکیم و میانمار محل زندگی این گونه است.